# Ribas del Sil
Ribas del Sil (galicisk: Ribas de Sil) er en kommune i det nordvestlige Spanien i provinsen Lugo. Den har et indbyggertal på 904 (2024) indbyggere.